# Songs for You
Songs for You é o quarto álbum de estúdio da cantora estadunidense Tinashe, lançado de forma independente pelo seu próprio selo, Tinashe Music Inc., em 21 de novembro de 2019.

## Antecedentes e promoção
Em 30 de setembro de 2019, Tinashe anunciou o álbum juntamente com um trailer no YouTube. Entre outubro e novembro de 2019, ela realizou festas de escuta para seu projeto em Londres, Los Angeles e Nova York e afirmou durante as festas que Songs For You é o projeto mais vulnerável até hoje. Em uma entrevista ao Hip Hop Mike, ela declarou sua direção para o álbum como "Uma experiência real na qual eles realmente poderiam cravar os dentes. Existem alguns momentos em seus sentimentos. Eu tive que realmente me abrir. É o projeto mais vulnerável que eu já desenvolvi".

## Lista de faixas
Lista de faixas adaptadas do Apple Music e Tidal.
| N.º            | Título                            | Compositor(es)                             | Produtor(es)            | Duração |  |
| 1.             | "Feelings"                        | Tinashe                                    | Tinashe Hitmaka Hit-Boy | 3:46    |  |
| 2.             | "Life's Too Short"                | Tinashe                                    | Tinashe                 | 3:41    |  |
| 3.             | "Hopscotch"                       | Tinashe                                    | Tinashe Hit-Boy         | 3:41    |  |
| 4.             | "Stormy Weather"                  | Tinashe                                    | Tinashe                 | 3:40    |  |
| 5.             | "Save Room for Us" (com MAKJ)     | Tinashe Makj                               | Tinashe Hitmaka         | 3:44    |  |
| 6.             | "Story of Us"                     | Tinashe                                    | Tinashe Oz              | 3:45    |  |
| 7.             | "Die a Little Bit" (com Ms Banks) | Tinashe Ms Banks                           | Tinashe Oz              | 3:45    |  |
| 8.             | "Perfect Crime"                   | Tinashe Thulani Kachingwe Kudzai Kachingwe | Tinashe Oz Killah B     | 3:56    |  |
| 9.             | "Cash Race"                       | Tinashe                                    | Hitmaka Tinashe         | 4:34    |  |
| 10.            | "Link Up"                         | Tinashe                                    | Tinashe Hitmaka         | 3:28    |  |
| 11.            | "Touch & Go" (com 6lack)          | Tinashe 6lack                              | Tinashe Killah B        | 4:15    |  |
| 12.            | "Know Better"                     | Kachingwe Gabrielle Nowee                  | Tinashe Killah B        | 6:57    |  |
| 13.            | "You"                             | Tinashe                                    | Tinashe                 | 4;06    |  |
| 14.            | "So Much Better" (com G-Eazy)     | Tinashe G-Eazy                             | Tinashe Killah B        | 4:50    |  |
| 15.            | "Remember When"                   | Tinashe                                    | Tinashe                 | 3:50    |  |
| Duração total: | Duração total:                    | Duração total:                             | Duração total:          | 51:44   |  |